# وایلد گومز دا سیلوا
وایلد گومز دا سیلوا (انگلیسی: Wilde Gomes da Silva؛ زادهٔ ۱۴ آوریل ۱۹۸۱) بازیکن تیم ملی فوتسال برزیل است.